# Al-Salam Boccaccio 98
L’Al-Salam Boccaccio 98 est un ferry construit en 1969 par les chantiers Italcantieri S.p.A. de Monfalcone pour la compagnie Tirrenia (it). Il est mis en service en septembre 1970 sous le nom de Boccaccio. Après avoir subi une lourde refonte à La Spezia en 1991 (comprenant entre autres l'ajout de trois ponts), le navire est vendu en 1999 à la compagnie saoudienne El Salam Shipping & Trading qui le renomme Al-Salam Boccaccio 98 qui le met en service entre Safaga et Duba. Le 3 février 2006, il sombre en Mer Rouge à la suite d’un incendie.

## Histoire

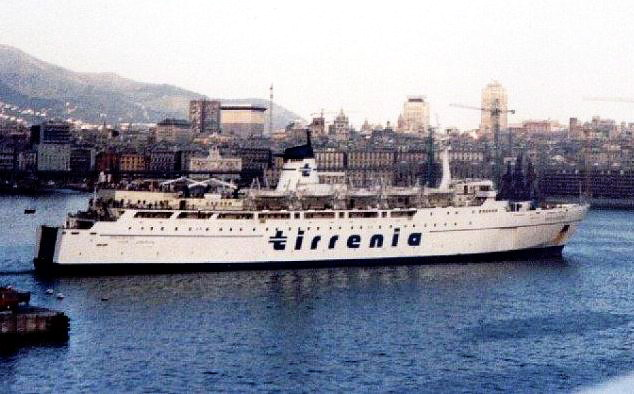
Le Boccaccio avant sa refonte de 1991.

L’Al-Salam Boccaccio 98 est un ferry construit en 1969 par les chantiers Italcantieri S.p.A. de Monfalcone pour la compagnie Tirrenia (it). Il est mis en service entre Palerme et Tunis en septembre 1970 sous le nom de Boccaccio.
En 1991, il est rénové à La Spezia. Au niveau extérieur, le navire se voit ajouté trois ponts ainsi que des bulbe anti-torpilles utilisées pour le rééquilibrer. À l’intérieur, un cinéma est installé et les espaces communs sont rénovés. Bien que la rénovation soit très controversée à cause du nouvel aspect extérieur du navire (qui est ensuite surnommé «le navire le plus laid du monde»), elle permet d’augmenter le confort et la capacité du Boccaccio. Malheureusement, la modernisation de la flotte de la Tirrenia (it) ainsi que l’obsolescence et l’âge du navire entraîne sa vente en janvier 1999.
Il est acquis pas la compagnie saoudienne El Salam Shipping & Trading qui le renomme Al-Salam Boccaccio 98. Il effectue quelques courts affrètements en Mer Méditerranée. Le 3 février 2006, alors qu'il effectue une traversée entre Safaga et Duba, un incendie se déclare dans la salle des machines, entraînant le naufrage du navire quelques heures plus tard.

### La catastrophe

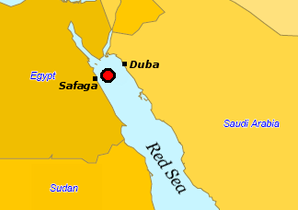
L'emplacement du naufrage

Le jeudi 2 février 2006 à 19 h, l’Al-Salam Boccaccio 98 quitte le port saoudien de Douba afin de rejoindre le port égyptien de Safaga, qu’il doit atteindre le lendemain à 3 h. Il transporte 1 305 passagers (1 200 Égyptiens, 99 Saoudiens, 3 Syriens, 2 Soudanais et 1 Canadien, selon les autorités) et 97 membres d’équipage. Au cours de la traversée, un incendie se déclare dans les garages. L’équipage essaie de le maitriser, mais l’eau qui s’accumule à bord fait sombrer le navire entre minuit et 2 h à 70 kilomètres au large du port égyptien de Safaga.
Des vents violents et une tempête de sable soufflaient sur la côte ouest de l’Arabie saoudite, d’où le navire était parti le jeudi soir. Au moins 8 bateaux, 4 saoudiens et 4 égyptiens, participaient aux opérations de secours, mais sont arrivés sur la zone du naufrage une dizaine d’heures après la catastrophe.
Quelques survivants mentionnent un incendie lorsque le navire a quitté l’Arabie saoudite, mais que le commandant a insisté pour continuer sa route vers l’Égypte.
Comme la fumée devenait plus épaisse, des passagers sont montés sur le pont supérieur et se sont querellés avec les membres d’équipage, au sujet des brassières de sauvetage. Des membres d’équipage auraient répondu : « just relax, go to your room ! » (calmez vous et retournez à votre cabine).
Isra Ibrahim Abdul-Rahman rapporte que « les passagers ont supplié le commandant de faire demi-tour, mais il a refusé et n’a contacté personne, il était comme fou ! »
Des membres d’équipage ont parlé d’un petit incendie dans la salle des machines, mais que celui-ci était sous contrôle.
Vers 1 h le vendredi matin, le navire commençant à gîter sur tribord, le commandant demande aux passagers de se déplacer à bâbord afin de compenser la gîte. Des passagers et des membres d’équipage se jettent par-dessus bord tentant de trouver des épaves pour s’y accrocher (aucune des 10 embarcations de sauvetage n’ayant été mise à l′eau).
Le commandant, identifié comme Sayyed Omar, a été vu se jetant par-dessus bord.
Un membre d’équipage raconte qu’ils combattaient l'incendie avec des manches (à l′eau de mer), mais ils ne trouvaient pas la cause et le feu reprenait toujours. Ahmed conclut que les pompes d’assèchement ne réussissaient pas à pomper toute cette eau. « Les puisards devaient être bloqués, le navire se remplissait d’eau » raconte Tamer Firk Hakim, un employé du restaurant.
On peut imaginer que le ferry a chaviré après avoir perdu sa stabilité à cause d’un effet de carène liquide (effet de surface libre), résultat de l’accumulation d’eau dans les compartiments où se trouvait l’incendie.

### Bilan
Le bilan du désastre au 4 février 2006 fait état de 378 rescapés, 185 morts et 949 disparus.
La boîte noire du navire est repêchée le 21 février 2006.